# گاومیش‌ماهی
گاومیش‌ماهی (نام علمی: Ictiobus) نام یک سرده از تیره مکندگان است.

## گونه‌ها
- Ictiobus bubalus
- Ictiobus cyprinellus
- Ictiobus labiosus
- Ictiobus meridionalis
- Ictiobus niger